# Anna Šrámková (1902)
Anna Šrámková, roz. Dolejšková (25. listopadu 1902 Praha – 24. října 1942 koncentrační tábor Mauthausen), byla předsedkyně Krajského poradního sboru dobrovolných sester Československého červeného kříže, podporovatelka výsadku Anthropoid popravená nacisty.

## Život
Anna Šrámková se narodila 25. listopadu 1902 v Praze do rodiny Václava Dolejška a Barbory Dolejškové, rozené Točilové. Vyučila se dámskou krejčovou. Zúčastnila se výcviku dobrovolných sester Československého červeného kříže, později se stala předsedkyní Krajského poradního sboru této organizace v Praze. Když byl v protektorátu v srpnu 1940 Československý červený kříž zakázán a zrušen, fungovala stejně jako řada jeho členů a zaměstnanců v ilegalitě. Stala se vrchní dozorčí sestrou nad pražskými ošetřovnami Civilní protiletecké obrany. Rovněž působila v Masarykově lize proti tuberkulóze. Její manžel byl bývalý děkan ČVUT, profesor dr. ing. Leopold Šrámek (* 11. května 1882).

## Spolupráce s parašutisty
Spolu se svým manželem se Anna Šrámková zapojila do odbojové činnosti prostřednictvím dobrovolných sester a svých spolupracovníků z Masarykovy ligy proti tuberkulóze. Znala se např. s Petrem Fafkem, blízkým spolupracovníkem paraskupiny Anthropoid, byla v kontaktu s předsedou pravoslavné náboženské obce a sboru starších Janem Sonnevendem. Znala se také s Marií Moravcovou (také dobrovolnou sestrou) a přes Antonii Piskáčkovou (rovněž dobrovolnou sestru) se seznámila s Janem Zelenkou-Hajským. Z řad dobrovolných sester zapojila do odbojové činnosti např. Terezii Kaliberovou, Miroslavu Dubovou, Josefu Bautzovou, Marii Bradáčovou i s jejich rodinami. Spolupracovala také s dobrovolnou sestrou Helenou Mühlmannovou a manžely Vlastou a Vratislavem Hoškovými. Šrámkovi se podíleli na shánění ubytování pro parašutisty i na zajišťování dalších potřebných služeb.

## Zatčení, smrt
Po boji v kostele sv. Cyrila Metoděje 18. června 1942 se ještě týž den vypravila Anna Šrámková do Biskupcovy ulice zjistit, co se stalo se Zelenkovými a Moravcovými. Byla zatčena gestapem, pár dnů nato, 21. června, byl zatčen i její manžel. Po výslechu v Petschkově paláci a na Pankráci byli oba přesunuti do Malé pevnosti Terezín a odtud pak byli hromadným transportem s ostatními podporovateli a příbuznými parašutistů deportováni 22. října 1942 do koncentračního tábora Mauthausen. 24. října 1942 byla Anna Šrámková v 10.20 hodin zavražděna střelou z malorážní pistole do týla v odstřelovacím koutě mauthausenského „bunkru“, její manžel Leopold Šrámek pak ve 14.24 hodin.

## Připomínka
- Její jméno a jméno jejího manžela (Šrámek Leopold Ing. Dr. prof. *11. 5. 1882, Šrámková Anna roz. Dolejšková *25. 11. 1902) jsou uvedena na pomníku spolupracovníků parašutistů a jejich rodinných příslušníků, kteří byli popraveni v německém koncentračním táboře Mauthausenu. V lednu 2011 byl slavnostně odhalen na terase kostela sv. Cyrila a Metoděje v Resslově ulici.[1]
- Její jméno je uvedeno na pamětní desce připomínající dobrovolné sestry ze Smíchova a okolí v ulici Štefánikova 246, Praha 5 - Smíchov (na budově úřadu Městské části Praha 5). Na desce je nápis: „V LÉTECH 1939 – 1945 BYLY UMUČENY NAŠE DOBROVOLNÉ SESTRY ANNA ŠRÁMKOVÁ (následuje výčet dalších jmen). VĚRNY ZŮSTALY! SPOLEK ČS. ČERVENÉHO KŘÍŽE V PRAZE XVI.“[2]

- Jméno Anna Šrámková je rovněž uvedeno na pamětní desce obětí z řad členů Masarykovy ligy proti tuberkulóze na Náměstí Kinských 602/2, Praha 5 - Smíchov (v domě v přízemí proti schodišti). Na desce je nápis: „UKRÝVAJÍCÍ NARODNÍ MSTITELE NA HEYDRICHOVI, SVŮJ ŽIVOT ZA VLAST A NÁROD OBĚTOVALI TITO ČINOVNÍCI A ÚŘEDNÍCI MLPT: PETR FAFEK, RELA FAFKOVÁ, LIBĚNA FAFKOVÁ, ANNA ŠRÁMKOVÁ, MARIE KARBANOVÁ, JAN SONNEVEND, MUDR KAREL SVĚRÁK, MUDR SOBĚSLAV SOBEK, MUDR JAN VČELÁK, JUDR JIŘÍ PLESKOT SE 13 ČLENY SVÝCH RODIN. JAN SONNEVEND BYL POPRAVEN 4. ZÁŘÍ 1942 V PRAZE. OSTATNÍ BYLI POPRAVENI 24. ŘÍJNA 1942 V MAUTHAUSENU. ČEST JEJICH NEHYNOUCÍ PAMÁTCE! MASARYKOVA LIGA PROTI TUBERKULOSE“.[3]

## Galerie

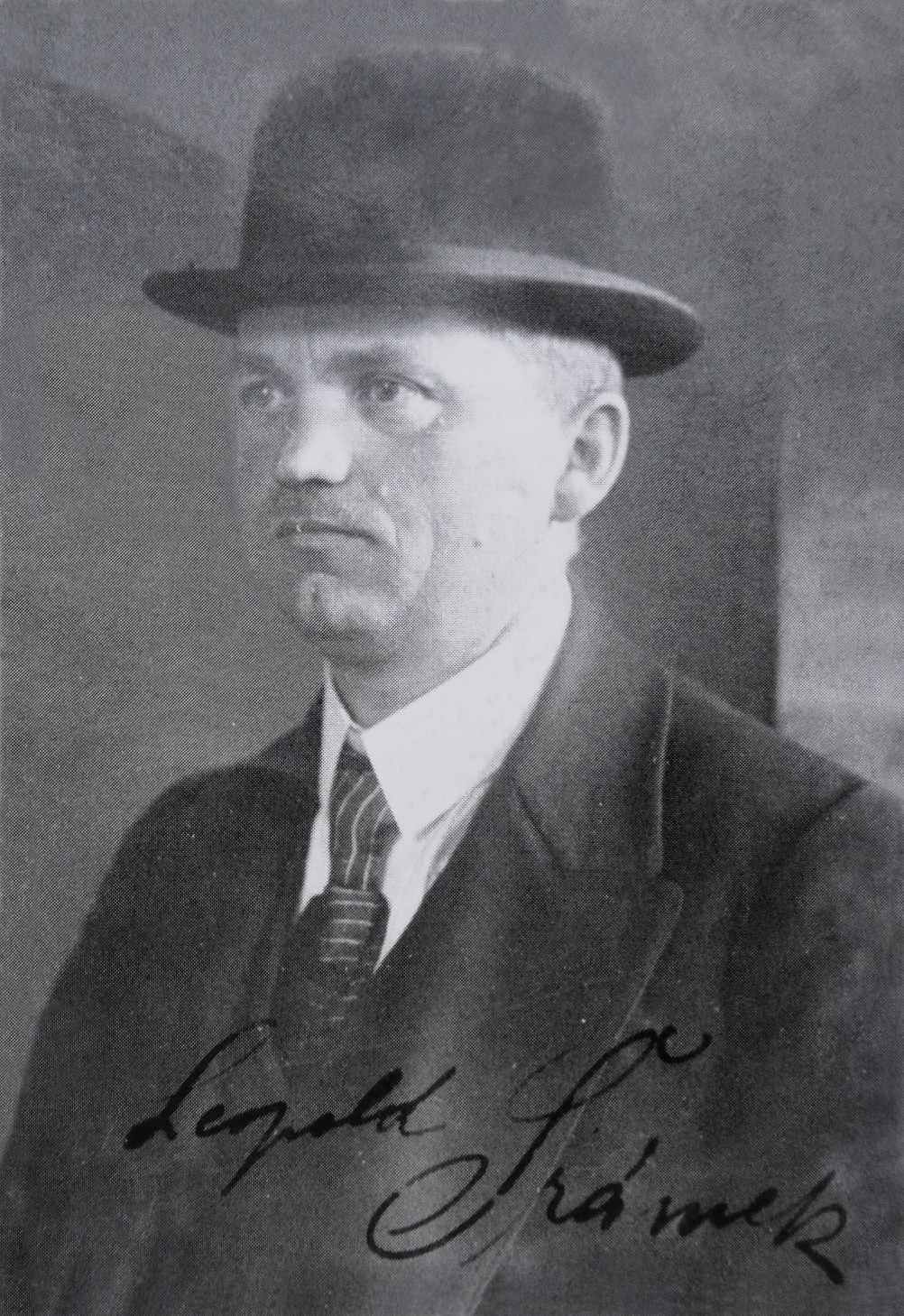
Její manžel Leopold Šrámek (1882-1942)
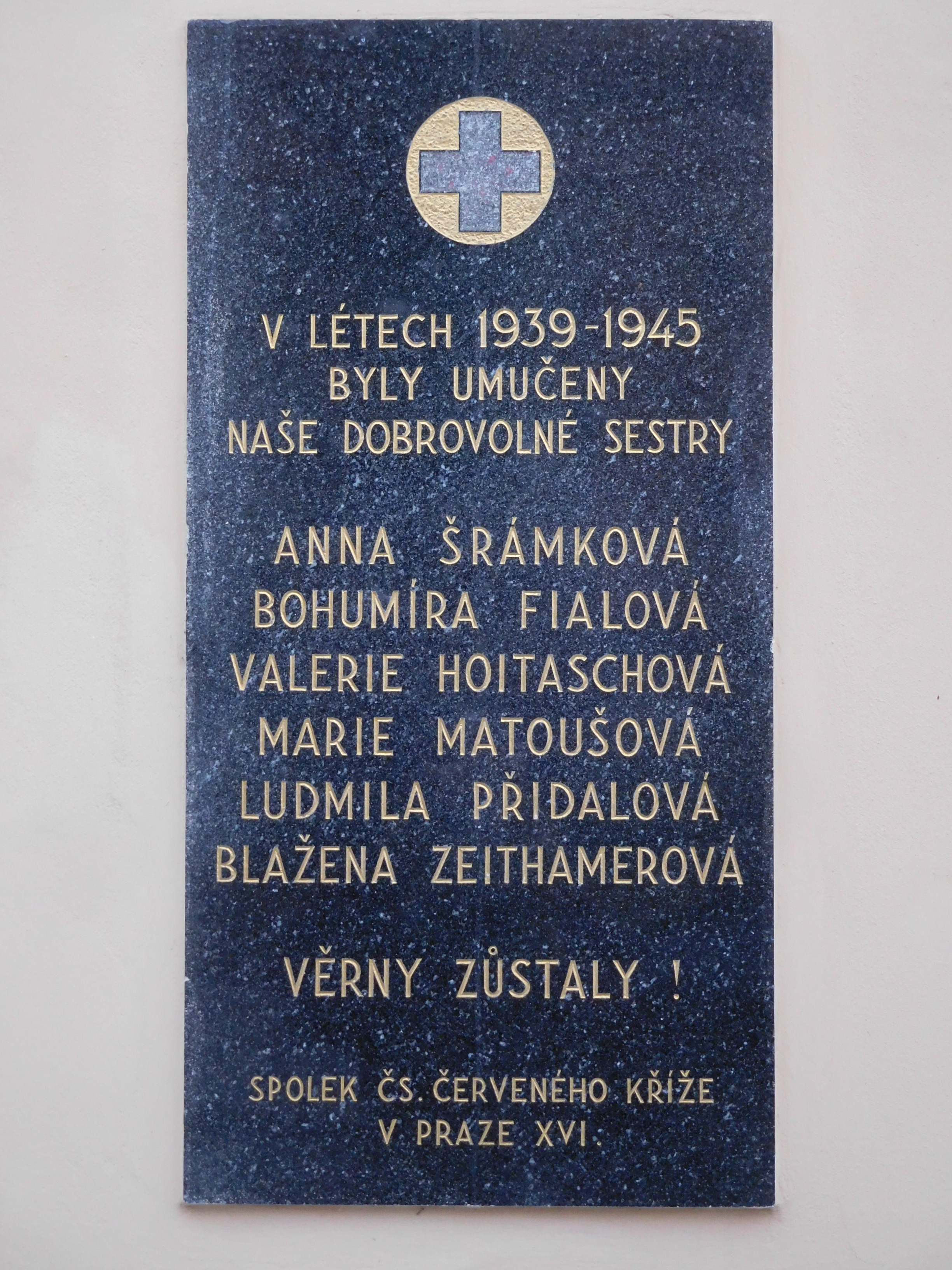
Pamětní deska věnovaná dobrovolným sestrám ve Štefánikově ulici v Praze 5
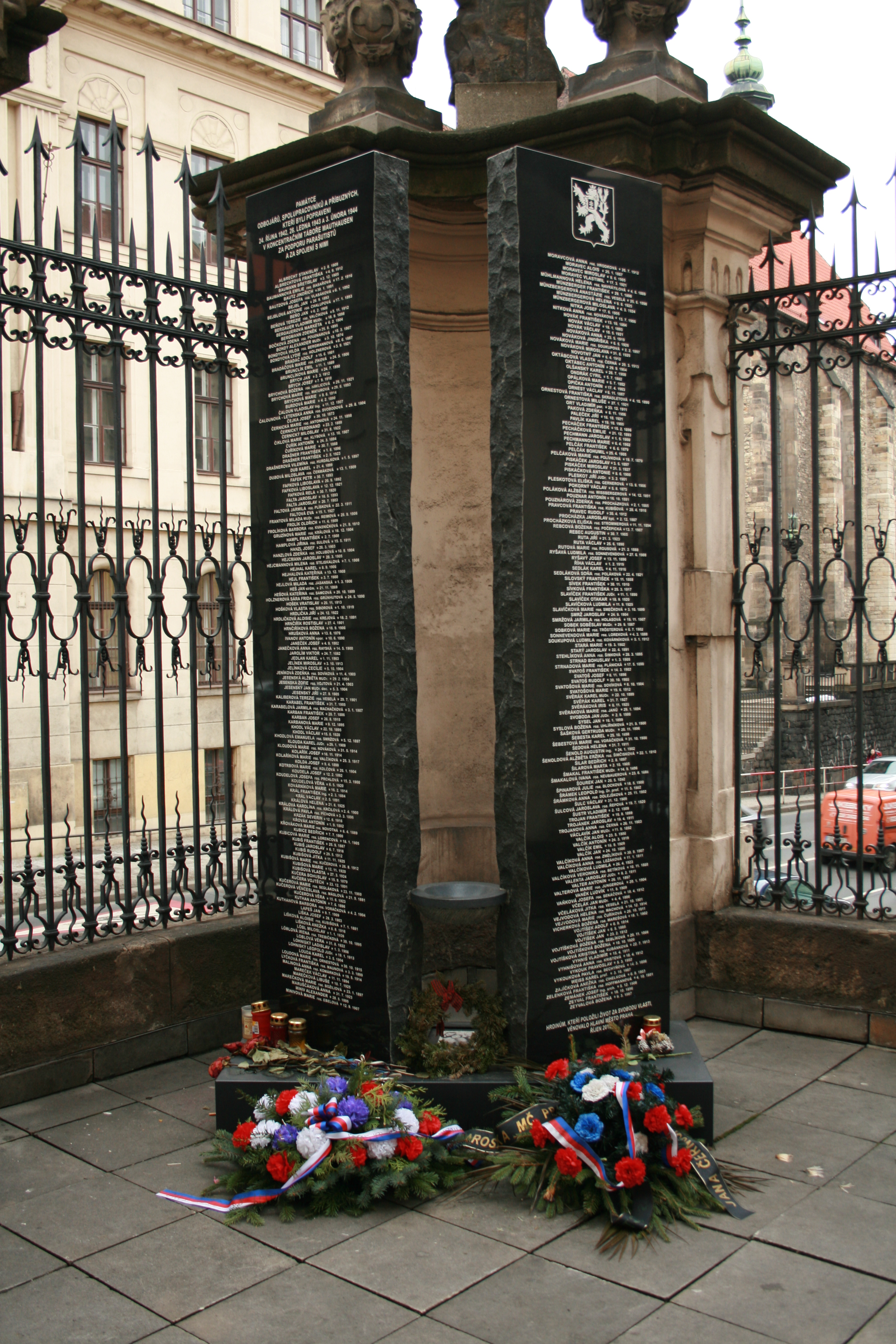
Pomník spolupracovníků parašutistů a jejich rodinných příslušníků na terase kostela sv. Cyrila a Metoděje v Resslově ulici v Praze.